# Veines stellaires
Les veines stellaires (ou étoiles de Verheyen) sont des veines qui drainent la partie superficielle du cortex rénal. Elles sont stellaires et dérivent du réseau capillaire, formé par des branches terminales des artères interlobulaires. Celles-ci se rejoignent pour former les veines interlobulaires, qui passent vers l'intérieur du rein entre les pyramides de Ferrein. 